# 핵산 외부 가수분해 효소

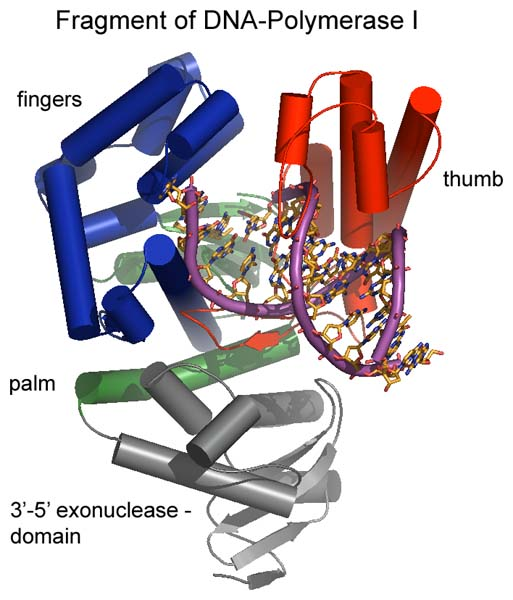
Pol I와 관련된 3' 말단→5' 말단 핵산 외부 가수분해 효소

핵산 외부 가수분해 효소(核酸外部加水分解酵素) 또는 엑소뉴클레이스(영어: exonuclease)는 폴리뉴클레오타이드의 말단으로부터 한 번에 하나씩 뉴클레오타이드를 절단함으로써 작용하는 효소이다. 3' 말단 또는 5' 말단에서 인산다이에스터 결합을 파괴하는 가수분해 반응이 발생한다. 이와 비슷한 종류의 효소은 핵간 중간 분해 효소(엔도뉴클리에이스)이며, 이는 폴리 뉴클레오타이드 사슬의 중간에서 인산다이에스터 결합을 절단한다. 진핵생물 및 원핵생물은 전령 RNA의 정상적인 전환에 관여하는 3가지 유형의 핵산 외부 가수분해 효소를 갖는다.
- 5'→3' 의존적 핵산 외부 가수분해 효소(Xrn1)
- 3'→5' 독립적 핵산 외부 가수분해 효소
- 폴리 A 특이적 3'→5' 핵산 외부 가수분해 효소[1][2]

고균 및 진핵생물 모두에서 RNA 분해의 주요 경로 중 하나는 다단백질 엑소좀 복합체에 의해 수행되는데, 이는 주로 3'→5' 핵산 리보 외부 가수분해 효소(엑소리보뉴클리에이스)로 구성된다.

## 중합 효소에 대한 중요성
RNA 중합효소 II는 전사 종결 동안 유효한 것으로 알려져 있으며, 그것은 5' 말단 핵산 외부 가수분해 효소(인간 유전자 Xrn2)와 함께 작용하여 새로 형성된 전사체를 하류 방면으로 분해하여 폴리아데닐화 부위를 떠나 동시에 중합 효소를 쏘아 낸다. 이 과정은 핵산 외부 가수분해 효소가 pol II를 따라 잡고 전사를 종결시키는 것을 포함한다.
그런 다음 DNA 중합효소 I은 방금 제거한 RNA 프라이머 대신 DNA 뉴클레오타이드를 합성한다. 또한 DNA 중합효소 I은 3'→5' 및 5'→3' 핵산 외부 가수분해 효소의 활성을 가지며, 이는 오류에 대한 DNA 편집 및 교정에 사용된다. 3'→ 5'는 한 번에 하나의 뉴클레오타이드만 제거할 수 있고, 5'→ 3'은 한 번에 최대 10개의 뉴클레오타이드를 제거할 수 있다. 

## 대장균 유형

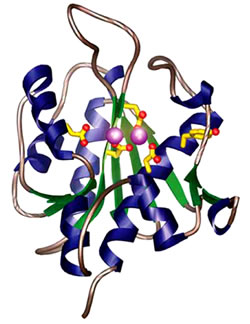
활성 부위가 있는 WRN 핵산 외부 가수분해 효소(노란색)

1971년, Lehman은 대장균에서 핵산 외부 가수분해 효소 I을 발견했다. 그 이후로 핵산 외부 가수분해 효소 II, III, IV, V, VI, VII, VIII을 포함한 많은 효소를 발견하였다. 각 유형의 핵산 외부 가수분해 효소는 특정 유형의 기능 또는 요건을 갖는다.
핵산 외부 가수분해 효소 I은 단일 가닥 DNA를 3'→ 5'방향으로 분리하여 디옥시리보뉴클레오사이드 5'-일인산을 차례로 방출한다. 말단에 3'-OH기가 없는 DNA 가닥은 포스포릴 그룹 또는 아세틸 그룹에 의해 차단되므로 절단하지 않는다.
핵산 외부 가수분해 효소 II는 DNA 중합효소 I과 관련되며, 이는 5'→ 3'방향으로 DNA 합성 부위로부터 바로 상류에 포함된 RNA 프라이머를 클립핑하는 5' 핵산 외부 가수분해 효소를 함유한다. 
핵산 외부 가수분해 효소 III에는 4가지 촉매 활성이 있다. 
- 이중 가닥 DNA에 특이적인 3'→5' 핵산 외부 가수분해 효소 활성
- RNase 활동
- 3' 인산가수분해 효소 활성
- AP 핵간 중간 분해 효소 활성 (나중에 핵간 중간 분해 효소 II로 불림)[6]

핵산 외부 가수분해 효소 IV는 물 분자를 첨가하여, 뉴클레오사이드 5'-일인산에 대한 올리고뉴클레오타이드의 결합을 파괴 할 수 있다. 이 핵산 외부 가수분해 효소는 핵산 외부 가수분해 효소 I보다 높은 온도에서 기능하고 작동하기 위해 Mg2+를 필요로 한다.
핵산 외부 가수분해 효소 V는 선형 이중 가닥 DNA 및 단일 가닥 DNA를 촉매하는 3'→ 5' 가수분해 효소이며, 이는 Ca2+를 필요로한다. 이 효소는 상동 재조합 과정에서 매우 중요하다. 
핵산 외부 가수분해 효소 VIII은 5'→ 3'방향 이 체 단백질이며, ATP 틈새에는 필요하지 않지만, 그 기능을 수행하기 위해 자유 5'-OH기가 필요하다. 

## 인간에서의 발견
3'→5' 인간 핵산 외부 가수분해 효소는 U7 snRNP가 단일 절단 과정을 지시하는 히스톤 자유 전령 RNA의 적절한 처리에 필수적인 것으로 알려져있다. 다운 스트림 절단 생성물(DCP)의 제거 후 Xrn1은 생성물이 완전히 분해 될 때까지 생성물을 계속 더 분해한다. 이는 뉴클레오타이드가 재활용될 수 있게 한다. Xrn1은 자유 5' 비보호 말단을 개발하기 위한 전구체로서 작용하는 공동-전사 절단(CoTC) 활성에 연결되어 핵산 외부 가수분해 효소는 다운 스트림 절단 생성물(DCP)을 제거하고 분해 할 수 있다. 이것은 몸에 DNA 또는 RNA 가닥이 형성되는 것을 원하지 않기 때문에 전사 종결을 시작한다.

## 효모에서의 발견
CCR4-NOT는 효모에서의 전사 조절 복합체로서 전령 RNA 대사, 전사 개시 및 전령 RNA 분해와 관련이 있는 것으로 밝혀졌다. CCR4는 RNA 및 단일 가닥 DNA 3'→5' 핵산 외부 가수분해 효소 활성을 함유하는 것으로 밝혀졌다. CCR4 복합체와 관련된 또 다른 성분은 CAF1 단백질이며, 이는 쥐 및 예쁜꼬마선충에 3'→5' 또는 5'→3' 핵산 외부 가수분해 효소 도메인을 함유하는 것으로 밝혀졌다. 이 단백질은 효모에서 발견되지 않았으며, 이는 후생동물에서 볼 수 있는 것과 같은 비정상적인 핵산 외부 가수분해 효소 도메인을 가질 가능성이 있음을 시사한다. 효모는 Rat1 및 Xrn1 핵산 외부 가수분해 효소를 함유한다. Rat1은 인간(Xrn2)과 동일하게 작동하며, 세포질에서 Xrn1 기능은 5'→3' 방향으로 되어있어 Rat1이 없을 때 RNA(5.8s 이전 및 25s rRNA)를 분해한다.